# Kazimierz Grzesiak
Kazimierz Władysław Grzesiak (ur. 21 marca 1935 w Zebrzydowicach) – polski działacz partyjny i państwowy, przedsiębiorca, podsekretarz stanu w Ministerstwie Rolnictwa i Gospodarki Żywnościowej (1981–1985) oraz Ministerstwie Rolnictwa, Leśnictwa i Gospodarki Żywnościowej (1985–1987).

## Życiorys
Syn Franciszka i Wiktorii. Ukończył magisterskie studia inżynierskie. Został członkiem Polskiej Zjednoczonej Partii Robotniczej. Od sierpnia 1981 podsekretarz stanu w Ministerstwie Rolnictwa i Gospodarki Żywnościowej, następnie po przekształceniu resortu od grudnia 1985 do stycznia 1985 na analogicznym stanowisku w Ministerstwie Rolnictwa, Leśnictwa i Gospodarki Żywnościowej. Następnie od grudnia 1986 do grudnia 1988 kierował Wydziałem Rolnym Komitetu Centralnego PZPR, a od lutego 1989 do stycznia 1990 Wydziałem Wsi i Polityki Rolnej KC PZPR. Uczestniczył w rozmowach Okrągłego Stołu po stronie koalicyjno-rządowej. W III RP zajął się działalnością biznesową m.in. jako wieloletni prezes Wydawnictwa Kurpisz i Zakładów Kórnickich. Związany także ze środowiskiem myśliwych, kierował kołem myśliwskim „Diana” w Poznaniu.